# Elio e le Storie Tese
Pour les articles homonymes, voir Elio (homonymie).
Elio e le Storie Tese (prononcé : [ˈɛːljo e le ˈstɔːrje ˈteːze] souvent abrégé EELST) est un groupe italien de rock, originaire de Milan. Il est formé par Stefano Belisari (Elio est son nom de scène) en 1980. Sa musique est clairement et explicitement influencée par Frank Zappa. Elio e le Storie Tese est, avec le groupe Skiantos de Bologne, l'un des inventeurs d'un genre musical connu en Italie sous le nom de « rock démentiel ». Lors du festival de Sanremo, il remporte à deux reprises le prix de la Critique Mia-Martini (en 1996 avec La terra dei cachi, en 2013 avec La canzone mononota).
Le 8 novembre 2018, la page Facebook du groupe annonce que le groupe sera l'invité ce soir-là de la nouvelle édition de l'émission La TV delle ragazze, les présentant toutefois comme Themaschilisti, un groupe hommage au groupe dont le nom est une référence à Thegiornalisti. Le groupe revient finalement en 2023.

## Histoire

### Origines
Le premier noyau d'Elio e le Storie Tese se forme au Liceo Scientifico Einstein de Milan entre 1975 et 1980. Dans la même classe se trouvent Stefano Belisari, Luca Mangoni et Marco Conforti (frère de Sergio et futur manager du groupe) Stefano Belisari, qui étudiait la flûte traversière au conservatoire de Milan, compose sa première chanson en 1979 et l'appelle Elio, le nom du protagoniste de la chanson ; il décide donc que son nom de scène deviendrait Elio ; l'origine exacte du nom est cependant incertaine, car le chanteur a déclaré à plusieurs reprises qu'il garderait ce secret jusqu'à sa mort. La Storie Tese dérive cependant de la phrase c'ho delle storie pese prononcée par Freak Antoni dans l'album MONO tono des Skiantos, au début du morceau Heptadone.

### Années 2000
Ils sortent DVD Brulé, une initiative conçue pour la première fois en Italie par le groupe lors du concert à Castellazzo di Bollate le 21 juillet 2005 : la première heure de l'événement en direct est enregistrée et ensuite, grâce à quelques graveurs en série, enregistrée sur DVD et vendue au public (et en ligne sur le site web) immédiatement après la fin du concert.
Le nouvel album Studentessi sort le 20 février 2008,, précédé le 8 février par le single Parco sempione, dont le clip est réalisé par Marcello Macchia (célèbre pour avoir joué des personnages comiques comme Maccio Capatonda et Mariottide dans les émissions Mai dire lunedì et Mai dire martedì),.
Du 26 février au 1er mars 2008, ils dirigent le DopoFestival de la 58e édition du Festival de Sanremo, proposant sur un ton ironique, entre autres, des medleys et des versions réarrangées dans les paroles ou la musique des chansons du Festival, impliquant les mêmes artistes du concours qui jouent le jeu, remportant un grand succès auprès du public et de la critique, au point d'entrer dans le Top Ten des meilleurs programmes télévisés du Premio Regia Televisiva 2008, conçu par Daniele Piombi.
En 2009, au Festival de Sanremo 2009, ils reprennent leur rôle de présentateurs du Dopofestival, ce qu'ils n'ont pas pu faire en raison de la suppression du programme par le nouveau présentateur et directeur artistique de la kermesse Paolo Bonolis. En compensation, le 13 février, au cours de l'émission Parla con me sur Rai 3, ils réinterprètent des chansons qui auraient été chantées au festival (ce qui est évidemment absurde, puisque personne avant le festival n'aurait pu entendre les différentes chansons ; toutefois, l'intention humoristique et parodique du spectacle est claire). Deux mois plus tard, le 19 avril, ils participent en tant qu'invités au dernier épisode de l'émission The X Factor (sur Rai Due), en duo avec le groupe finaliste The Bastard Sons of Dioniso, en interprétant leur ancien tube Uomini col borsello. Après le violent séisme qui a frappé L'Aquila en avril 2009, Elio e le Storie Tese participent au projet caritatif Artisti Uniti per l'Abruzzo, en interprétant la chanson Domani 21/04.2009 avec 55 autres collègues italiens. À l'automne 2009, ils composent la chanson thème de l'émission radio Deejay chiama Italia de leur ami Linus. Entre le 29 septembre et le 2 octobre, ils participent à l'émission Parla con me sur Rai 3 en tant que backing band de l'émission.
À plusieurs reprises au cours de l'année 2009, les membres du groupe déclarent leur intention de sortir un album de célébration dans l'année, vingt ans après la sortie de leur première œuvre Elio Samaga Hukapan Kariyana Turu,. Au cours de l'été 2009, le groupe ne donne qu'un seul concert, se consacrant principalement à l'élaboration du nouvel album.

### Festival de Sanremo 2013

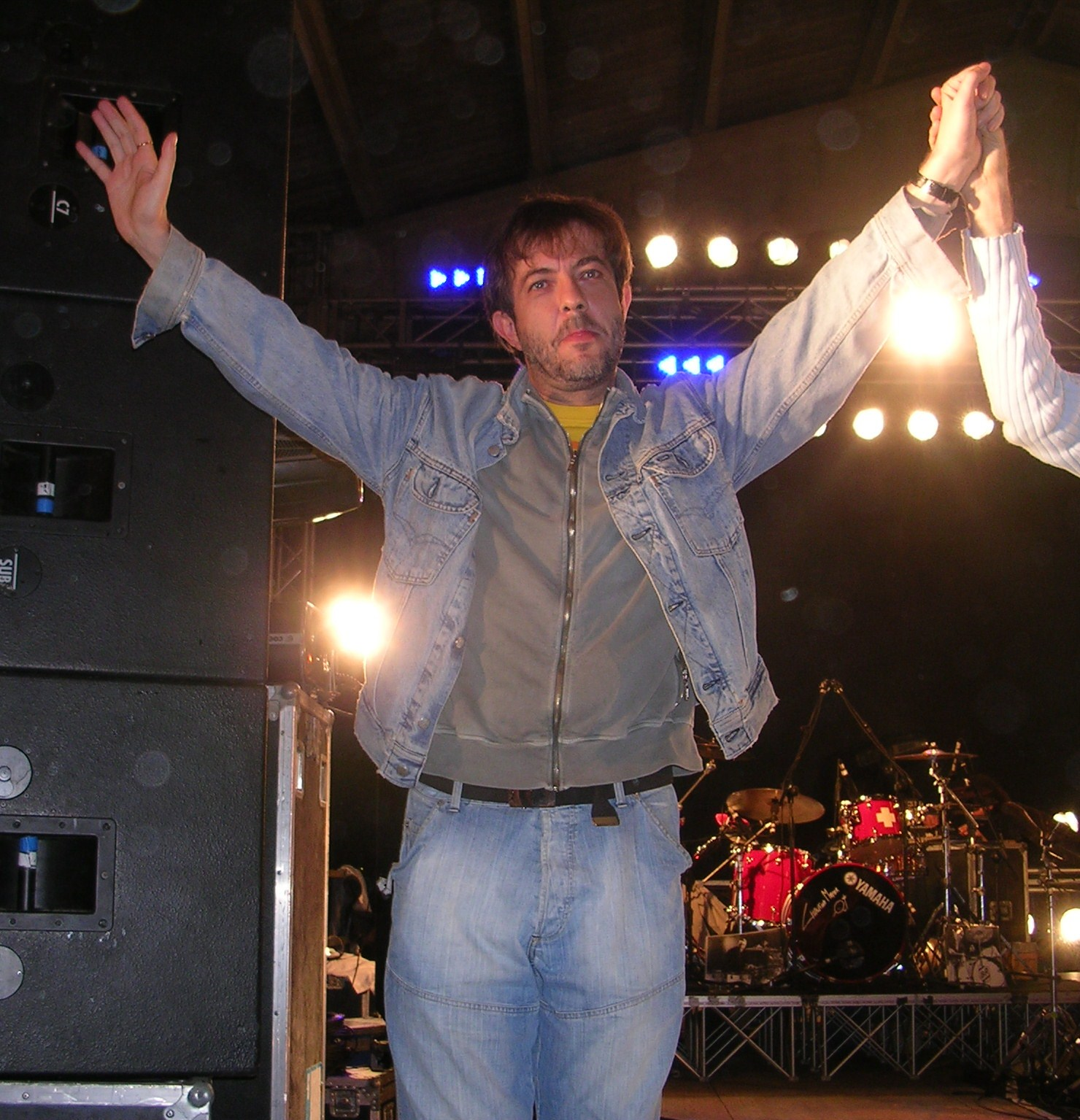
Rocco Tanica.

Le 13 décembre 2012, leur participation au Festival de Sanremo 2013 est annoncée, avec les chansons Dannati Forever et La canzone mononota. Ils remportent, ex aequo avec Malika Ayane, le Premio Lunezia pour les meilleurs textes du Festival (La canzone mononota). Le 13 février 2013, ils interprètent les deux chansons sur la scène du Teatro Ariston, où La canzone mononota est choisie pour continuer dans la compétition. Le 15 février, lors de la soirée Sanremo Story, ils interprètent la chanson Un bacio piccolissimo avec la participation de Rocco Siffredi qui récite un poème de Jacques Prévert.

### Séparation
Le 17 octobre 2017, lors d'une interview dans l'émission Le Iene, ils annoncent la séparation du groupe après 37 ans d'activité, à l'occasion du soi-disant Concerto Definitivo qui a lieu le 19 décembre au Forum Mediolanum. Au cours de leur dernière tournée, Elio, Faso et Cesareo donnent une interview qui sera incluse dans le docu-film Vinilici. perché il vinile ama la musica (20 novembre 2018), soulignant l'importance de la musique en tant que forme d'art et de son écoute. Entre-temps, le 21 mai de la même année, Elio, Cesareo et Faso ont commencé à animer leur nouvelle émission de radio, I Cittadini, sur Rai Radio 2. Des années plus tard, Elio précisera que le groupe n'avait pas l'intention de mettre fin à son activité musicale, mais seulement de la suspendre.
Le 8 novembre 2018, la page Facebook du groupe annonce que le groupe sera l'invité ce soir-là de la nouvelle édition de l'émission La TV delle ragazze, les présentant toutefois comme Themaschilisti, un groupe hommage au groupe dont le nom est une référence à Thegiornalisti. Le 7 décembre 2018, le groupe reçoit l'Ambrogino d'oro.

### Réunion
Le 5 juin 2023, le groupe annonce officiellement la reprise des concerts, en promouvant une tournée automnale des théâtres avec le spectacle Mi resta un solo dente e cerco di riavvitarlo, mis en scène par Giorgio Gallione,. En février 2024, le groupe annonce la reprise estivale du même spectacle, auquel, cependant, Christian Meyer ne participera pas,.

## Membres

### Membres actuels
- Stefano Belisari (Elio) - Voix, flûte traversière, guitare rythmique, basse, percussion (depuis 1980)
- Sergio Conforti (Rocco Tanica) - clavier, synthétiseur, chant, vocodeur, boîte à rythmes, mélodica studio, arrangements (depuis 1982)
- Davide Luca Civaschi (Cesareo) - guitare, chant, basse (depuis 1983)
- Nicola Fasani (Faso) - basse, chant, batterie, ukulélé (depuis 1986)
- Christian Meyer - batterie, percussion (depuis 1990)
- Antonello Aguzzi (Jantoman) - clavier, chœurs (depuis 1999)

### Anciens membres
- Paolo Panigada (Feiez) - chant, saxophone, percussions, basse, guitare, clavier
- Paolo Cortellino - basse
- Fabio Gianvecchio (Kiosk) - basse
- Dario Mazzoli (Shelf) - basse
- Pier Luigi Zuffellato - batterie
- Roberto Sgorbati (Cosma) - batterie

## Discographie

### Albums studio
- 1989 : Elio Samaga Hukapan Kariyana Turu
- 1992 : Italyan, Rum Casusu Çikti
- 1993 : Esco dal mio corpo e ho molta paura (Gli inediti 1979-1986)
- 1996 : Eat the Phikis
- 1998 : Peerla
- 1999 : Craccracriccrecr
- 2003 : Cicciput
- 2008 : Studentessi
- 2013 : L'album biango
- 2016 : Figgatta de Blanc

### Bande-son
- Tutti gli uomini del deficiente, réalisé par Paolo Costella (1999)
- Boris - Il film, réalisé par Giacomo Ciarrapico, Mattia Torre et Luca Vendruscolo (2011), avec la chanson Pensiero Stupesce
- Boris - série TV (2007-2010, 2022), avec les chansons Gli occhi del cuore (Effetto Memoria) et Gli occhi del cuore, una storia nuova

## Filmographie

### Cinéma
- Rocco e le storie tese, réalisé par Rocco Siffredi (1997)
- Natale a casa Deejay, réalisé par Lorenzo Bassano (2004)
- Capitan Basilico, réalisé par Massimo Morini (2008)
- Ritmo sbilenco - Un filmino su Elio e Le Storie Tese, réalisé par Mattia Colombo (2016) - documentaire

### Télévision
- Vite bruciacchiate - mini-série télévisée (2000)
- InvaXön - Alieni nello spazio - série télévisée (2007)